# عرين عمري
عرين عمري هي ممثلة ومنتجة فلسطينية تعيش في مدينة رام الله، عملت كثيرا مع المخرج رشيد مشهراوي ولها دور مهم في فيلم الابن الآخر.

## أعمالها
- عيون الحرامية
- تذكرة إلى القدس
- موسم الزيتون[3]

## روابط خارجية
- عرين عمري على موقع IMDb (الإنجليزية)
- عرين عمري على موقع قاعدة بيانات الأفلام العربية
- عرين عمري على موقع ألو سيني (الفرنسية)
- عرين عمري على موقع أول موفي (الإنجليزية)
- عرين عمري على موقع قاعدة بيانات الأفلام السويدية (السويدية)
- عرين عمري على موقع قاعدة بيانات الفيلم (الإنجليزية)
- عرين عمري على موقع كينوبويسك (الروسية)